# Éclipse solaire du 4 décembre 2021
L'éclipse solaire du 4 décembre 2021 est une éclipse totale.
C'est la 14e éclipse totale du XXIe siècle, mais le 16e passage de l'ombre de la Lune sur Terre (en ce siècle).

## Visibilité

Parcours de l’éclipse sur la Terre.

Sa phase totale n'est visible que depuis l'Atlantique sud, a son maximum sur la côte de la mer de Weddell, puis passe sur l'Antarctique occidental, et finit dans l'extrême sud du Pacifique.
Ce déplacement de l'est vers l'ouest, pour une éclipse solaire, n'est possible que dans les régions polaires.
Elle est aussi visible selon une phase partielle très faible, depuis le sud de l'Afrique et le sud-est de l'Australie.

## Galerie

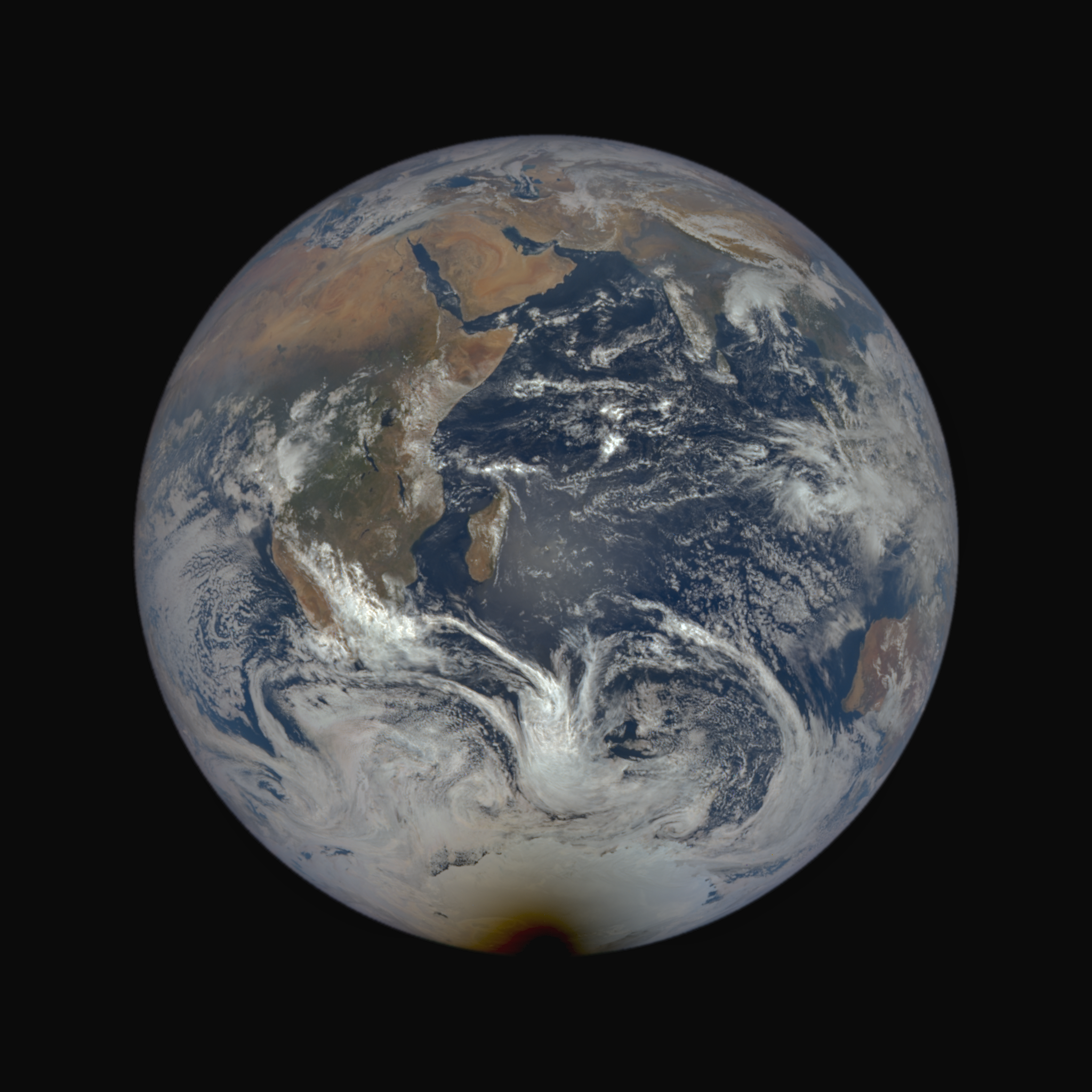
Photo de la Terre durant l'éclipse depuis le satellite DSCOVR.